# Шведская крона
Кро́на (швед. krona) — валюта Швеции. Код ISO 4217 — SEK. 1 крона формально делится на 100 э́ре (швед. öre). Монеты, номинированные в эре, в настоящее время не выпускаются.

## История
Шведская крона была введена в обращение в 1873 году, в результате образования Скандинавского валютного союза, просуществовавшего до Первой мировой войны. Новая денежная единица заменила собой имевший хождение до этого риксдалер. Участниками союза стали скандинавские страны, с названием валюты krona в Швеции и krone в Дании и Норвегии, что в переводе со скандинавских языков означает «корона». После распада данного объединения все три страны решили сохранить название, но уже для своих собственных валют.
По традиции на лицевой стороне монеты достоинством в одну крону изображается портрет монарха Швеции, а на обратной — один из гербов Швеции либо корона. На монете также присутствует девиз короля.

### Большой взрыв
Большой взрыв (швед. stora smällen от англ. Big Bang) произошёл в октябре 1982 года, когда Швеция произвела девальвацию своей валюты (шведской кроны) на 16 %. Причиной произошедшего являлся международный экономический спад 1970-х годов, отставание от многих других государств в экономическом плане и желание Швеции наверстать упущенное. Термин «Большой взрыв» был взят из астрономии. Это название должно было означать новое начало для всей шведской экономики.

## Банкноты и монеты

### Банкноты
31 декабря 1987 года изъяты из обращения банкноты образца 1874, 1890, 1892, 1894, 1896, 1898, 1914, 1939, 1940, 1948, 1952, 1954 годов. Обмен этих банкнот на новые продолжался до 31 августа 1995 года.
1 января 1992 года изъяты 10 000 крон образца 1958 года. Обмен продолжался до 31 декабря 2000 года.
1 января 1999 года изъяты 5 крон образца 1965 года, 10 крон образца 1963 года, 50 крон образца 1965 года, 100 крон образца 1965 года, 500 крон образца 1985 года и 1000 крон образца 1976 года. Обмен продолжался до 31 октября 2006 года.
1 января 2006 года изъяты 20 крон образца 1991 года, 100 крон образца 1986 года и 500 крон образца 1989 года. Обмен продолжался до 31 декабря 2017 года.
1 января 2014 года изъяты из обращения 50 крон образца 1996 года и 1000 крон образца 1989 года. Обмен на новые банкноты продолжался до 31 декабря 2018 года.
На октябрь 2015 года в обращении использовались следующие банкноты:
- 20 крон с изображением писательницы Сельмы Лагерлёф на лицевой стороне и героем её сказки «Чудесное путешествие Нильса с дикими гусями» — Нильса — на обратной стороне;
- 50 крон с изображением оперной певицы Дженни Линд;
- 100 крон с изображением Карла Линнея;
- 500 крон с изображением короля Карла XI и шведского изобретателя и промышленника Кристофера Полхема;
- 1000 крон с изображением короля Густава Васы.

1 октября 2015 года Банк Швеции начал ввод в обращение банкнот с новыми изображениями, а также купюру достоинством 200 крон:
- 20 крон (с 1 октября 2015 года) с изображением писательницы Астрид Линдгрен на лицевой стороне и героиней её сказки «Пеппи Длинныйчулок». На обратной стороне — Смоланд, где выросла Астрид Линдгрен;
- 50 крон (с 1 октября 2015 года) с изображением поэта, композитора и художника Эверта Таубе. На обратной стороне — Бохуслен, одно из мест, где мастер искал вдохновение;
- 100 крон (с 3 октября 2016 года) с изображением актрисы Греты Гарбо. На обратной стороне Стокгольм, где выросла актриса;
- 200 крон (с 1 октября 2015 года) с изображением режиссёра Ингмара Бергмана. На обратной стороне — остров Форё, где режиссёр обрёл вечный покой;
- 500 крон (с 3 октября 2016 года) с изображением оперной певицы Биргиты Нильссон. На обратной стороне изображён Эресуннский мост в лене Сконе, в котором выросла певица;
- 1000 крон (с 1 октября 2015 года) с изображением Генерального секретаря ООН, члена Шведской академии Дага Хаммаршёльда. На обратной стороне изображена Лаппландия, чья природа весьма интересовала Дага Хаммаршёльда[2].

Банкноты нового образца печатаются в типографии «Tumba Bruk» в Стокгольме.

### Монеты
Монеты, являвшиеся законным платёжным средством по состоянию на май 2016 года:
- 1 крона (все монеты, выпущенные с 1875 года;);
- 2 кроны (все монеты, выпущенные в 1876—1971 годах, с 1972 года не выпускаются);
- 5 крон (все монеты, выпущенные с 1954 года);
- 10 крон (все монеты, выпущенные с 1991 года);
- все памятные монеты, выпущенные с 1897 года.

Монеты в 1 и 2 эре изъяты из обращения 30 июня 1972 года, 5 и 25 эре — 30 июня 1985, 10 эре — 30 сентября 1992. С 1 января 2006 года изъяты из обращения монеты в 50 эре, чеканившиеся в 1875—1991 годах. С 30 сентября 2010 года изъяты из обращения все монеты в 50 эре.
С 1 октября 2016 года начат выпуск монет нового образца в 1, 2 и 5 крон. С 30 июня 2016 года старые банкноты номиналом 20, 50 и 1000 крон стали недействительными, а начиная с 30 июня 2017 года недействительными стали старые банкноты номиналом 100 и 500 крон и устаревшие монеты (выпуска ранее 2016 года) в 1, 2 и 5 крон.
Таким образом, с октября 2017 года были изъяты все банкноты и монеты старого образца (не считая монеты в 10 крон).
В 2002 году Монетный двор Швеции был приобретён Монетным двором Финляндии. В связи с нерентабельностью в 2011 году Монетный двор Швеции закрыт.

## Режим валютного курса
С 1992 года в Швеции используется режим свободно плавающего валютного курса. Критерием эффективности курсовой политики (курсовой якорь) выступают показатели инфляции.